# Agaricia fragilis
Agaricia fragilis là một loài san hô trong họ Agariciidae. Loài này được Dana mô tả khoa học năm 1848.